# Epiophlebia
Epiophlebia (лат.) — единственный современный род стрекоз из подотряда Anisozygoptera. Описаны четыре вида, обитающие в Японии, Китае и на севере Индии. Небольшой род реликтового семейства Epiophlebiidae, процветавшего в мезозое, а в настоящее время представленного лишь несколькими видами в локальных и очень разобщенных ареалах.

## Имаго

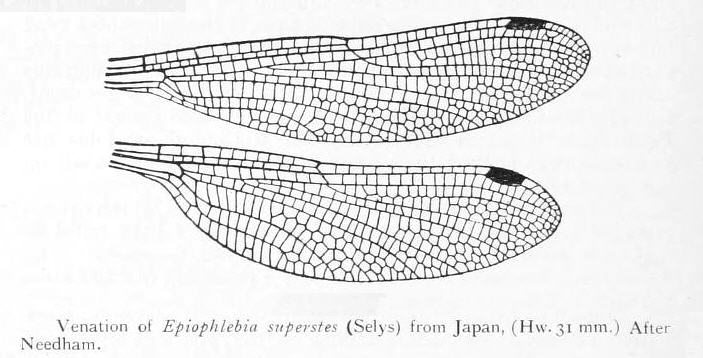
Жилкование крыльев Epiophlebia superstes

Взрослые насекомые напоминают разнокрылых стрекоз, обладая, в то же время, некоторыми общими чертами с равнокрылыми. В частности, подобно последним, передняя и задняя пара крыльев у них практически одинаковы по строению.

## Нимфы

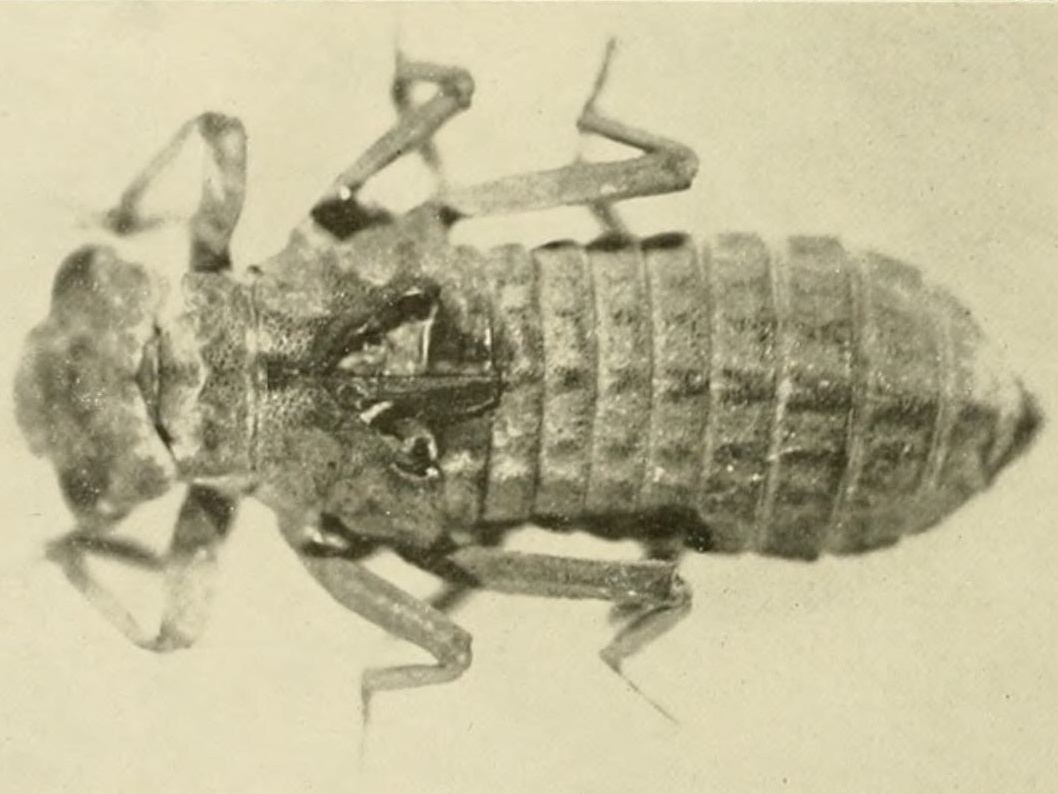
Нимфа Epiophlebia laidlawi

Нимфы Epiophlebia обитают в холодных ручьях. Продолжительность развития составляет 5—8 лет. За несколько месяцев до линьки на взрослую стадию нимфа покидает водоём, переходя к дыханию атмосферным воздухом через трахейную систему, открывающуюся дыхальцами на среднегруди.
Личинки Epiophlebia superstes способны к стридуляции (стрекотанию), с помощью которой отпугивают хищников.

## Классификация
В род включают 4 современных вида:
- Epiophlebia diana Carle, 2012
- Epiophlebia laidlawi Tillyard, 1921
- Epiophlebia superstes (Selys, 1889)
- Epiophlebia sinensis Li et Nel, 2011